# François-César Le Tellier de Courtanvaux
Pour les articles homonymes, voir Le Tellier.
François-César Le Tellier, marquis de Courtanvaux, comte de Tonnerre, duc de Doudeauville, né à Paris le 18 février 1718, où il est mort le 7 juillet 1781, est un militaire et scientifique français.

## Biographie

### Origines et jeunesse
Arrière-petit-fils du ministre François Michel Le Tellier, marquis de Louvois, Courtanvaux, dont l’éducation avait été très négligée, fit, en 1733, sa première campagne, à l’âge de quinze ans, comme aide de camp du maréchal de Noailles, son oncle. Nommé colonel en 1740, il servit à la tête du régiment Royal pendant les campagnes de Bohême et de Bavière.

### Le scientifique, membre de l'Académie des sciences
En 1745, sa santé l’obligea de quitter le service. Le repos ayant rétabli, au bout de quelques années, ses forces, il trompa son désœuvrement en s'associant à Madame de Pompadour pour renouer avec la tradition des ballets à la Cour de 1745 à 1754, puis en s’adonnant à son goût naturel pour les sciences qui devinrent bientôt son unique occupation. Il s’appliqua successivement à l’histoire naturelle, à la chimie, à la géographie, à la physique, aux mécaniques, à l’astronomie dans lesquelles il montra un esprit juste et de la facilité sans pourtant s’y livrer avec assez de suite et de constance pour y acquérir assez de profondeur.
Son expérience personnelle l’ayant instruit des désavantages d’une éducation négligée, celle de son fils, Charles François César Le Tellier, marquis de Montmirail, fut très soignée. Joignant, au goût des sciences que lui avait donné, comme à son père, la nature, l’habitude du travail et une sorte de répugnance pour le monde, Montmirail occupait une place d’honoraire à l’Académie.
Lorsque l’Académie perdit Montmirail, elle crut devoir lui choisir son père pour successeur et offrit à Courtanvaux, moins une place d’académicien, qu’une association avec les hommes qui avaient le mieux connu son fils, et qui l’avaient le plus estimé. Courtanvaux reçut avec reconnaissance cette marque d’estime de l’Académie qu’il avait longtemps désirée, mais que le sort lui donnait après la perte de son fils.

#### Courtanvaux chimiste
Il s’était fait connaitre de la compagnie par deux mémoires imprimés parmi ceux des savants étrangers : l’un avait pour objet l’éther marin, et l’autre la concentration et l’inflammation du vinaigre radical. Il n’existait aucune méthode certaine de faire l’éther marin, quoique plusieurs procédés, proposés pour y parvenir, eussent prouvé la possibilité de cette opération. La difficulté de réussir paraissait tenir à celle de pouvoir employer l’acide marin dans un assez grand degré de concentration pour agir avec force sur l’esprit-de-vin. C’était à ce point que cette difficulté avait été réduite par les frères Rouelle, dont l’ainé avait été le maitre en chimie de Courtanvaux, et dont le cadet présidait avec lui aux travaux qu’il avait entrepris dans son laboratoire de Colombe. Courtanvaux choisit, parmi les préparations d’acide marin, la liqueur fumante de Libavius, et cette expérience eut un succès complet. Les faits nouveaux, présentés avec méthode et avec clarté de ces deux mémoires, qui exigèrent des expériences très coûteuses, firent regretter que le goût de Courtanvaux pour la chimie n’ait pas été plus durable.

#### Horlogerie de marine
L’Académie avait proposé, en 1767, pour sujet d’un prix, la construction d’une montre marine. Courtanvaux se chargea d’éprouver à la mer celles qui avaient été présentées au concours en faisant construire à cette fin la frégate L'Aurore. Accompagné de Pingré, de Messier et de l’horloger Le Roy, auteur de deux de ces montres, Courtanvaux parcourut, pendant trois mois et demi, les côtes de France, de Flandre et de Hollande, essuyant des coups de vent assez violents pour être sûr que les montres étaient à l’abri des dérangements que pouvait causer le mouvement du navire. De fréquentes relâches permettaient de vérifier la régularité de leur marche. Sans Courtanvaux, cette épreuve aurait été retardée de quelques années. Enfin, le temps du voyage étant suffisant pour assurer de la solidité de leur construction, l’Académie, satisfaite de cette épreuve, décerna le prix à l’une des deux montres de Le Roy, en 1769.
Le temps de cette navigation fut une des époques les plus remplies de Courtanvaux qui, ayant suivi avec exactitude tous les détails de la construction de la frégate qui fut faite sous ses yeux, apprit la théorie et la pratique de la manœuvre et du pilotage. Il remplaça quelquefois le pilote avec succès.
Le journal qu'il écrivit de cette navigation a été publié en 1768. Lire en ligne.

#### Le laboratoire de Colombes

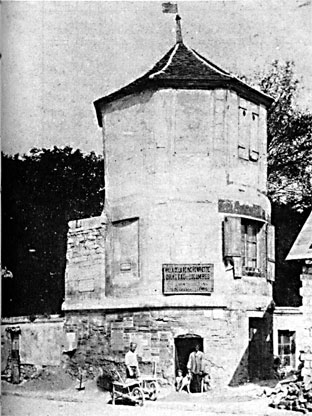
La tour-observatoire de Colombes

Courtanvaux avait établi, à Colombes, un observatoire où il allait souvent, et dont il laissait la libre disposition à ceux de ses confrères auxquels cet observatoire et les instruments dont il l’avait enrichi pouvaient offrir quelque secours, soit pour de grands travaux, soit pour des observations importantes. Il fit exécuter un grand nombre d’instruments qui, peut-être, seraient restés longtemps de simples projets. Souvent, il les construisait lui-même, employant volontiers non seulement son temps, mais sa fortune à exécuter les idées d’un autre, lorsqu’il croyait que ces idées seraient utiles ou même seulement qu’il était nécessaire de les exécuter pour les bien juger. Il présenta ainsi à l’Académie un de ces instruments inventés par Jeaurat qu’il avait fait lui-même et où il avait gravé cette inscription : Jeaurat invenit, Courtanvaux fecit.
Courtanvaux passait sa vie au milieu des amusements utiles qu’il s’était procurés, entouré des savants dont il s’était fait de véritables amis. Étranger à toute autre espèce de société, il oubliait le monde. Lorsque sa santé faiblit et le condamna à une retraite plus absolue, il cessa de paraître à l’Académie jusqu’à ce qu’il succombe après avoir supporté avec constance de longues infirmités.
Châtelain d'Ancy-le-Franc (Yonne) par héritage des marquis de Louvois qui l'avaient acquis en 1683, à partir de 1759 il fit transformer ses vastes jardins en parc "à l'Anglaise". Comme il ne laissait pas de descendance masculine, Ancy le Franc passe après lui, en vertu de la substitution qui régissait sa transmission, à son parent Louis Sophie Le Tellier, marquis de Louvois (1740-1785), puis au fils de celui-ci, Auguste Michel Le Tellier de Louvois (1783-1844).

### Distinctions
- Grand d'Espagne de première classe. Cette grandesse d'Espagne passe après lui, avec le titre de Duc de Doudeauville, à son fils, puis à la fille de celui-ci, Bénigne Augustine Le Tellier, qui l'apporte à son époux, Ambroise Polycarpe de La Rochefoucauld. Le titre de duc de Doudeauville était à l'origine un titre espagnol que François-César Le Tellier avait reçu comme grand d'Espagne, mais il devint aussi un titre français quand, en 1814, sous la Restauration, Louis XVIII fit d'Ambroise Polycarpe de La Rochefoucauld, un pair de France « avec institution de pairie au titre ducal dont il était revêtu comme grand d’Espagne »[1].
- Membre de l'Académie des Sciences. Il a pour successeur Jean-Baptiste Bochart de Saron.

### Portraits
La bibliothèque Sainte-Geneviève possède un modèle réduit de la frégate L'Aurore ainsi qu'un buste en marbre du marquis de Courtanvaux. On y trouve aussi plusieurs autres bustes de la famille Le Tellier de Louvois, comme ceux du chancelier Le Tellier, de Louvois et de Charles-Maurice Le Tellier, archevêque-duc de Reims.

### Mariage et descendance
François César Le Tellier épouse en 1732 à Louise-Antoinette de Gontaut Biron (1718-1737), fille de François-Armand de Gontaut duc de Biron (1689-1736) et de Marie Adélaïde de Gramont. Elle était la petite-fille de Charles Armand de Gontaut, duc de Biron, maréchal de France, et celle de Antoine V de Gramont, 4e duc de Gramont, aussi maréchal de France. Dont :  
- Charles-François-César Le Tellier de Montmirail, marquis de Montmirail, membre de l'Académie des Sciences (Paris, 11 septembre 1734 - Paris, 13 décembre 1764), marié en 1753 avec Charlotte Bénigne Le Ragois de Bretonvilliers (1741-1824), fille du comte de Bretonvilliers et d'Adelaïde-Françoise de Chertemps de Seuil, dont postérité féminine :
  - Bénigne-Augustine Le Tellier, dame de Montmirail, mariée en 1779 avec  Ambroise-Polycarpe de La Rochefoucauld, vicomte de La Rochefoucauld puis duc de Doudeauville ;
  - Louise-Françoise Le Tellier, dame de Courtanvaux, mariée en 1780 avec Élisabeth-Pierre, comte de Montesquiou-Fezensac : c'est la Maman Quiou du Roi de Rome.
- Félicité Louise Le Tellier de Courtanvaux (1736 - 30 juin 1768), mariée en 1759 avec Louis-Alexandre-Céleste d'Aumont (1736-1814), duc d'Aumont et de Villequier, pair de France, dont postérité.

## Publications
- Œuvres complètes de Condorcet sur Google Livres, p. 145-156